# Другая сторона смерти
«Другая сторона смерти» (исп. La otra costilla de la muerte) — рассказ колумбийского писателя — нобелевского лауреата Габриэля Гарсиа Маркеса, опубликованный в 1961 году.
В рассказе повествуется о чувствах, которые переживает человек, потерявший брата-близнеца.
 Мрак дрожал внутри него, в непоправимом одиночестве ушедшей из мира плоти. Теперь они были одинаковыми. Неотличимые друг от друга братья, без устали повторяющие друг друга. И тогда он пришел к выводу: если эти две природные сущности так тесно связаны между собой, то должно произойти нечто необычайное и неожиданное. Он вообразил, что разделение двух тел в пространстве — не более чем видимость, на самом же деле у них единая, общая природа. Так что когда мертвец станет разлагаться, он, живой, тоже начнет гнить внутри себя. 